# Droylsden Football Club
Maillots
Le Droylsden Football Club est un club de football anglais basé à Droylsden (en).

## Palmarès
- Conference North (D6) :
  - Champion : 2007